# 大田世界盃競技場
大田世界盃競技場（韓語：대전월드컵경기장）是一個位於韓國大田廣域市的一個足球場。這亦是2002年世界盃的其中一個比賽場地。比賽完結後，球場成為了K聯賽球隊大田市民的主場。